# 千邪の封魔師
『千邪の封魔師』（せんじゃのふうまし）は、吉田宙丸による日本の漫画作品。『ケロケロエース』（角川書店）にて、2010年3月号から2013年9月号まで連載。

## あらすじ
今は昔、人々に害をなす悪しき妖魔を封じる封魔師という仕事があった。旅回りの封魔師である橘朔之進は、最強の化け猫と言われた白爛丸を封縛することに成功する。白爛丸は千邪札となり、反発しながらも朔之進と共に妖魔退治を行っていくこととなる。おぞましいほどの邪心を持っていた白爛丸だが、戦いを通じて、彼の心にも変化が訪れる。

## 登場人物
橘 朔之進（たちばな さくのしん）
本作の主人公の青年。物語冒頭で、白爛丸の封縛に成功する。幼い頃に記憶喪失になり、行き倒れていたところを草雲師範に拾われ橘一門に弟子入りした。現在は旅回りの封魔師として、各地で妖魔退治の依頼を引き受けている。腰ほどまである髪をポニーテールにしており、その中性的な容姿から、女性に間違えられることが多々あり氷牙鬼からは別嬪とすら言われた。白爛丸曰く「男のクセに女みてえな弱くせえツラ」。
本人も白爛丸の封縛を「運が良かった」と認識しているなど、封魔師としては力が弱いとされているが、高度な技量を要する「解封」による戦闘ができることを赤羽に驚かれる・妖魔の心を癒すなど、秘めた実力があることも示唆されている。
白爛丸（びゃくらんまる）
本作のもう一人の主人公である最強の化け猫と言われし妖魔。なぜか弱い朔之進に封じられてしまったが、本人も良く分かっていない。過去は忘れてしまっているが、おぞましい邪心が残っており、時折残酷な面を覗かせることも。生前は白い子猫だった描写があり、朔之進に抱きしめられたことで、それらが一瞬だけフラッシュバックしていた。
その正体は数十年に一度復活するシズミダタリの転生体で、しめ縄が切れたことで暴走してしまう。
戦闘能力については#妖魔の項も参照。
橘　赤羽（たちばな　あかは）
第8話から登場した朔之進の同輩の封魔師。近接武器を主とし、力のある打撃攻撃を行う。候補生の頃から皆と束になって朔之進をいじめていた。また茜のことが好き。
最終話では二人は結婚し、その五年後には楓という名前の子供を授かっていた。
橘　藍羽（たちばな　あおは）
赤羽の兄。鎖牙を頻用しその長いリーチで中・近距離をこなし、それに遠距離攻撃も可能な得意の視重獄を組み合わせるなど高い戦闘力を持つ。過去の事件で隻眼となり、普段は長い前髪で右目を隠している。封魔一族編における一連の策略の実行犯で、寝たきりになった草雲の代わりとして師範代を務めていた。黒羽に心を奪われており、彼の心を満たすためなら手段は選ばない病んだ一面を見せた。
草雲（そううん）
封魔一族・橘一門の師範。幼い朔之進を拾い封魔師として育て上げた。朔之進に慕われている。しかし、実は朔之進の父親で、朔之進の記憶喪失の張本人である。藍羽の策略により毒を盛られ、2年前から寝たきり。
大神茜（おおかみあかね）
大神族の少女。朔之進とは父親違いの兄妹である。
朔夜（さくや）
茜の母であり、朔之進の母。

## 妖魔
妖魔とは、いわゆる化物や妖怪のことで、邪心を持つ妖魔は、作中にて「動物や植物、古い道具などがその身に耐え切れぬ憎しみや怒りにより異形の姿に変化したもの」と説明がされている。

### 朔之進の手札の妖魔
白爛丸（びゃくらんまる）
最強の化け猫と云われる妖魔。
封縛され、力が制限されている状態で海乱鬼を一撃で倒しているなど、他の妖魔より格段に強力な妖魔。なぜか千邪札のままでもしゃべることができ、朔之進に解封をせがむことも多々ある。
朔之進よりも貼札した際の効果が強く、戦闘の際は解封された白爛丸に他の札を貼るのが基本的な戦闘スタイルになっている。
邪心が非常に強く、貼札すると邪心に飲まれ暴走してしまう。
氷牙白爛丸（ひょうがびゃくらんまる）
氷牙鬼を貼札されたことで変身した白爛丸。相性がいいのか氷の鬣や角が付いた巨大な獅子の様な姿になるが、その分邪悪な心が活性化し凶暴になってしまう。必殺技は噛みついて相手を氷漬けにする「氷牙凍結撃」。
白爛丸＋氷牙鬼＋海乱鬼
氷牙白爛丸に更に海乱鬼を貼札されたことで更なる変身を遂げた白爛丸。人型となり、体に氷の鎧が付加され氷の三叉槍を装備する。千邪札の三枚同時使用により、氷牙白爛丸でも鎮火できない炎を消しとめる程のパワーを得た。必殺技は氷の槍を持ち突撃する「三叉凍結斬」。
白爛丸＋切裂丸＋氷牙鬼
白爛丸に氷牙鬼と切裂丸が貼札された姿。人型のままだが、氷牙白爛丸のような氷の角と爪が付加されており、尻尾の先には刃が付いている。必殺技は尻尾の刃で敵を何度も斬り付け氷漬けにする「凍結千斬撃」。
白爛丸＋海乱鬼
海乱鬼を貼札されたことで、海乱鬼の鎧パーツが装着され、三叉の槍を装備した白爛丸。千邪札2枚分の力だが、それぞれが強力な妖魔であるため3枚貼札状態の赤羽をも倒す程の実力を持っている。必殺技は槍で敵を打ち砕く「三叉剛破撃」。
白爛丸＋海乱鬼＋切裂丸
白爛丸に海乱鬼と切裂丸が貼札されたことで全身に鎧を纏い（海乱鬼のそれとは全く別のもの）切裂丸を装備した姿。必殺技は剣圧を飛ばし雲をも斬り裂く「切裂剛刃斬」。
炎尾（えんび）
尾に炎を宿した化け狐。朔之進の見習い時代にはすでに封縛されていた。武将の遊びに利用され、助けに来た母狐を殺されたため、酷く人間を憎んでいた。その名残の矢は腹部に貫通したままである（体と一体化しているためとることは不可能）。
貼札をすると対象に炎を操る能力を与える。汎用性の高い能力であり、朔之進との相性がいいこともあり頻繁に使用されたが、第4話にて完全に邪心が消え、光に包まれてあの世へ旅立っていった。
氷牙鬼（ひょうがき）
第5話冒頭にて見習い時代の朔之進に封縛された、氷を纏った鬼。周りの人間に冷たい態度で接せられたために絶望し、妖魔となった。女性を連れ去るなどの悪事を働いていた。囮となった朔之進に対しても、女と信じて疑わず絡んでいた（作者によると封縛された後も解封されるたびに迫っていたらしい）。
貼札をすると対象に氷を纏わせる。氷を操り、高い攻撃能力を持つ他、敵を氷結させるなど応用が利き、使用頻度は作中を通して高め。
極小鬼（ごくしょうき）
第1話で龍を狂わせた胎児の妖魔。氷牙鬼の力によって龍もろとも凍結されて封縛された。
貼札した対象を縮ませる能力を持つ。朔之進の場合は頭に角が生えるなど鬼のような姿となる。
橘一門編にて赤羽に監禁された際、懐に所持していたために唯一奪われなかった。生命力が強く、骨が折れて立てない状況にあった朔之進をある程度回復させた（しかし札をはがせば元に戻る）。
切裂丸（きりさきまる）
切れ味鋭き妖刀。貼札をすると対象の手に一体化するように刀が発現する。朔之進が氷牙鬼と併用すると右手に七支刀のような氷の剣が発現する。
毛羅（もうら）
第2話で子どもを襲った猿の妖魔。体毛が長く、体毛を使う攻撃をする。性格は残虐で、獲物を最初から殺そうとせず手足をもぐという非常に残忍な妖魔。切裂丸を貼札した白爛丸に丸裸にされ、封縛された。
貼札すると対象の髪を伸ばし、それを操り敵を縛りあげるなどの攻撃が可能となる。氷牙鬼と同時に使用すれば、伸ばした髪に氷を伝わせることも可能。
火垂（ほたる）
貼札をすると、ホタルのように尻から光を放つことができる。ただし、それほど光は強くない。
水蛇（すいじゃ）
水を使う大蛇。第5話の終盤で登場し、氷牙鬼の力で封縛（ただしこれはそれらしき個体であるため、水蛇という確証なはい）。
貼札をすると、蛇の形をした水が具現化し、それをあやつり攻撃することが可能となる。氷牙鬼と併用すると、氷の獅子のような形状に変化する。
幻面鬼（げんめんき）
第3話に登場。仮面。この仮面を作った職人が盗人に殺された怨念で妖魔になった。攻撃の通らない幻の分身を作ることができ、幻を攻撃されるとかん高い笑い声を出す。毛羅や水蛇などで分身を見破られ、封縛された。
貼札をすると対象を分身させることができ、緊急回避用に使用されるが油断から相手に本体を感づかれると形勢が一気に不利になることがある。
黒翔（こくしょう）
巨大なカラス。羽根を矢のように飛ばす気ことができ、炎尾はこれで重傷を負った。炎尾の全力の炎をうけたことで封縛された。
黒翔自体は飛行可能だが、貼札をしても飛翔はできず発現するのは羽根での攻撃能力の方。
大尾（だいお）
第6話に登場したクジラの妖魔。人間を襲い、捕食していた。極小鬼で小型化した白爛丸を飲み込むが、腹を内側から引っかかれて吐き出して、その後白爛丸により倒された。
海乱鬼（かいらんき）
第7話から登場した武者の妖魔。封縛される前の白爛丸を知っており、かつて果たし状を送っていた。多数の亡者兵を集め水軍を作っていた。亡者を操り朔之進たちを苦戦させ、白爛丸に重傷を負わせたが、白爛丸の本気を喰らい敗北。その直後封縛された。元は武将に仕える海軍の大将で、本名は海原武久。人間からの妖魔化が作中で初めて描かれた人物である。本気の白爛丸には及ばないが実力は高く、その攻撃は直接当てずとも剣圧により相手を切り裂く。得意技は「三叉剛刃突」。
貼札をすると、対象に鎧と三叉の槍を装備させ、剣圧を飛ばす能力も付与する。
忘鬼 （ぼうき）
第36話で禁呪の札を飲み込んだ朔之進から吐き出された。貼り札をした人の記憶が失われてしまう。朔之進が幼い頃、早雲にこの札を貼られてしまったので記憶がなかった。この札をはがしたことで朔之進の幼い頃の記憶がよみがえった。

### 赤羽の手札の妖魔
槌手（つちで）
主に貼札で使用される。赤羽の腕を木槌状に変化させる。
牙鉄（がてつ）
主に貼札で使用される。貼札をすると対象を金属化させた上で牙を付加させる。槌手と併用すると、赤羽の腕を金鎚状に変化させる。
肥鬼（ひき）
太った姿の妖魔。主に貼札として使用され、対象を球形に変化させる。槌手・牙鉄と併用すると、腕は巨大な鉄球となる。赤羽は一度解封したことがあり、「デブ」と言い、叩かれたことがある。
雷電鬼（らいでんき）
大神族との戦いで手に入れた千邪札。主に貼札で使用される。雷で相手を攻撃する。

### 藍羽の手札の妖魔
重眼石（じゅうがんせき）
藍羽が使用する妖魔で、義眼代わりに常時貼札されている。この眼で重視されたものは重さが増し続ける（視重獄）。相手を直接攻撃する他、頭上の岩を重圧で落下させ相手を押しつぶす間接的な攻撃も可能。
鎖牙（さが）
藍羽の手札の一つ。貼札をすると対象の腕を鎖つきのクナイに変化させる。朔之進を捕えるのに重眼石と連携して使用された。
剣棘（けんきょく）
藍羽の手札の一つで、トゲの生えた狼の姿をした妖魔。解封して使われた際は鎖牙で縛られ無理矢理使役させられていた。藍羽が改心した後は硬角と共に鎖牙への貼札として使われた。
硬角（こうかく）
藍羽の手札の一つで、剣棘に貼札された。これで剣棘はイガのような姿になり、海乱鬼のヤリを折るほどの硬度を得た。藍羽が改心した後は剣棘と共に鎖牙への貼札として使われ、鎖牙の先をモーニングスターのような形状に変化させた。
焼炎鬼（しょうえんき）
藍羽の妖魔で、何もかも焼き尽くす能力を持ち、その炎は氷牙白爛丸でも消せない。

### その他の妖魔
風音（かざね）
第5話に登場した心清き妖魔。元は屋敷に立つ柳だったが、娘を亡くした父親の心を癒すため娘の姿に化け、以後人間として暮らしていた。屋敷に居候していた見習い時代の朔之進と恋仲になるが、錯乱して火事を起こした父親を火の中に助けに行き、父親と共にあの世へ逝った。彼女の勧めにより朔之進は旅に出ることとなる。
黒羽（くろは）
赤羽・藍羽の兄。屋敷の地下にある秘密部屋で暮らしているため、見習いたちは姿を見たことがない。見た目は幼く、足が不自由。少女趣味があり、舶来物の人形などを大量に所持している。赤羽は彼を偽物だと主張するが、その正体は妖魔と化した黒羽本人。
黒傀儡（こくくぐつ）
黒羽の真の姿。脚の数が足りないが見ためはクモ。人形を喰らうが、朔之進達が食事の邪魔をしたためそれに怒り、人間を食おうとする。
黒羽が家族が苦しんでいるのにそれを助に自身を殺すこと願い、藍羽の焼炎鬼の力で焼け、力が弱まって朔之進に封縛されたと思われたが、自身の記憶を取り戻して暴走、最期は大きく育った赤羽と藍羽の姿を見て浄化した。
岩鬼（がんき）・六手（ろくて）・大拳（だいけん）・剛鬼（ごうき）
妖魔の群れに襲われた封魔師が所持していた千邪札。全て貼札として使用され、これらを併用した封魔師の腕は岩石状となり6つに分裂していた（各々の単体使用時の効果は不明）。
砂鬼・煙壺・火衣狸・石鼠
大神族が封魔師から奪い「札移しの儀式」を行っていた札。効果は不明。
水華・雷爪
大神族討伐隊の封魔師が貼札をしていた千邪札。水華の効果は不明だが、雷爪の効果は、その名の通り雷の爪を腕に発現させて電撃技「雷刃波」を使用可能とさせる。
業炎鬼・鉄鼠・雷電鬼・粘鬼・大山鬼・切風丸・爆鬼
天景が貼札した124枚の千邪札の一部。順に、火炎放射能力、鋼鉄化能力、電撃能力、ネバネバによる妨害能力、巨大化能力、風の刃での攻撃能力、爆発攻撃能力を発揮する。
歳刑（さいけい）
総本山直属の封魔師、安倍清彦の持ち札。貼札をすることで、対象に瞬間移動能力を与える。
歳破（さいは）
総本山直属の封魔師、安倍是清の持ち札。貼札をすることで、土を自由自在に操る。
豹尾（ひょうび）
総本山直属の封魔師、安倍清乱の持ち札。貼札をすることで、虫を自由自在に操る。
太陰（たいいん）
総本山直属の封魔師、安倍空月の持ち札。貼札をすることで、空気を自由自在に操る。
黄幡（おうはん）
総本山直属の封魔師、安倍水月の持ち札。貼札をすることで、水を自由自在に操る。
大将軍（だいしょうぐん）
総本山直属の封魔師、安倍王月の持ち札。貼札をすることで、腕の筋肉が増大し、放つパンチは三階から一階までの床を突き破るほど。
太歳（たいさい）
総本山当主、安倍神月の持ち札。貼札をすることで、対象の千邪札を使えなくする力を得る。
光矢（こうや）・風槌（かざつち）
荻原一門の封魔師の持ち札。光矢は貼札すると対象の腕に光弾を発射するクロスボウを装備させ、風槌は貼札すると対象の腕に風を纏わせる。

## 用語
千邪札（せんじゃふだ）
悪しき妖魔を封印しておく札。封縛されると妖魔の名前が記される。絹糸を幾重にも重ねた特別な紙に主となる封魔師の血を含ませて作られている。妖魔を封じた千邪札は、持ち主の封魔師の命を吸うため、力の弱い妖魔を封じて手札を増やすことは敬遠されがちである。
封縛（ふうばく）
妖魔を千邪札にすること。初めて封縛されるときは、大量の札が妖魔を包む。
解封（かいふう）
千邪札から妖魔を現出させること。ただし封じられた妖魔は邪心を持った悪しき妖魔なので、それを従わせるのはとても難しく、危険とされている。
貼札（はりふだ）
妖魔を札から出さずにその能力だけを貼られた者に付与すること。封魔師自身に貼札し戦うのが普通とされている。
浄化（じょうか）
千邪札に封縛された妖魔が、封魔師との交流で邪心が消え去ったことで札から解放され、天へ還ること。妖魔を浄化させるのは封魔師の役目とされている。